# Hrapîn, Zaricine
Hrapîn (în ucraineană Храпин) este un sat în comuna Loknîțea din raionul Zaricine, regiunea Rivne, Ucraina.

## Demografie
Componența lingvistică a localității Hrapîn
     Ucraineană (99,76%)
     Alte limbi (0,24%)
Conform recensământului din 2001, majoritatea populației localității Hrapîn era vorbitoare de ucraineană (99,76%), existând în minoritate și vorbitori de alte limbi.